# ويليام كيلر
ويليام كيلر (بالإنجليزية: William Keller)‏ هو عسكري أمريكي، ولد في 19 أبريل 1876 في بوفالو في الولايات المتحدة، وتوفي في 20 سبتمبر 1963.